# Comuna Pușcași, Vaslui
Pușcași este o comună în județul Vaslui, Moldova, România, formată din satele Poiana lui Alexa, Pușcași (reședința), Teișoru și Valea Târgului.

## Demografie
Componența etnică a comunei Pușcași
     Români (94,63%)
     Alte etnii (0,17%)
     Necunoscută (5,2%)
Componența confesională a comunei Pușcași
     Ortodocși (92,57%)
     Penticostali (1,03%)
     Alte religii (1,03%)
     Necunoscută (5,37%)
Conform recensământului efectuat în 2021, populația comunei Pușcași se ridică la 3.501 locuitori, în creștere față de recensământul anterior din 2011, când fuseseră înregistrați 3.328 de locuitori. Majoritatea locuitorilor sunt români (94,63%), iar pentru 5,2% nu se cunoaște apartenența etnică. Din punct de vedere confesional, majoritatea locuitorilor sunt ortodocși (92,57%), cu o minoritate de penticostali (1,03%), iar pentru 5,37% nu se cunoaște apartenența confesională.

## Politică și administrație
Comuna Pușcași este administrată de un primar și un consiliu local compus din 13 consilieri. Primarul, Paul Marian Ignat[*], de la Partidul Social Democrat, este în funcție din octombrie 2020. Începând cu alegerile locale din 2024, consiliul local are următoarea componență pe partide politice:
|  | Partid                          | Consilieri | Componența Consiliului | Componența Consiliului | Componența Consiliului | Componența Consiliului | Componența Consiliului | Componența Consiliului | Componența Consiliului | Componența Consiliului | Componența Consiliului |
|  | ------------------------------- | ---------- | ---------------------- | ---------------------- | ---------------------- | ---------------------- | ---------------------- | ---------------------- | ---------------------- | ---------------------- | ---------------------- |
|  | Partidul Social Democrat        | 9          |                        |                        |                        |                        |                        |                        |                        |                        |                        |
|  | Partidul Național Liberal       | 2          |                        |                        |                        |                        |                        |                        |                        |                        |                        |
|  | Alianța pentru Unirea Românilor | 1          |                        |                        |                        |                        |                        |                        |                        |                        |                        |
|  | Partidul Mișcarea Populară      | 1          |                        |                        |                        |                        |                        |                        |                        |                        |                        |